# Louis Marie de Bourbon
Pour les articles homonymes, voir Cardinal de Bourbon.
Louis Marie de Bourbon (Luis Maria de Borbón y Vallábriga) (né le 22 mai 1777 à Cadalso de los Vidrios et mort le 19 mars 1823 à Madrid) est un cardinal espagnol du XIXe siècle. Il est le fils de l'infant d'Espagne Louis Antoine de Bourbon qui renonça à une carrière ecclésiastique.

## Biographie
Louis Marie de Bourbon est élu archevêque de Séville en 1799 et de Tolède en 1800. Le pape Pie VII le crée cardinal lors du consistoire du 11 août 1800. Il est le seul membre de la famille à rester en Espagne durant la guerre d'indépendance espagnole et préside le conseil de régence en soutenant l'action des Cortes de Cadix jusqu'au retour sur le trône, en 1814, de son cousin Ferdinand VII. Il abolit notamment l'Inquisition en Espagne, mais il doit démissionner de sa fonction d'archevêque de Séville en 1814 et est obligé, en 1820, d'accepter le retour de l'absolutisme.
Il meurt le 18 mars 1823 et est inhumé dans la cathédrale de Tolède.

## Succession apostolique
Louis Marie de Bourbon a ordonné les évêques suivants :
- Archevêque Mateo Delgado Moreno (es) (1801)
- Évêque Antonio Palafox y Croy (es) (1801)
- Évêque Antonio Luis Gaona, O.S. (1801)
- Évêque Buenaventura Moyano Rodríguez (1801)
- Archevêque Juan Acisclo de Vera y Delgado (es) (1801)
- Évêque Alfonso Aguado y Jaraba (1802)
- Évêque Vicente José Soto y Valcárce (de) (1803)
- Archevêque Félix Amat (es) (1803)
- Évêque Pedro Antonio de Trevilla (es) (1805)
- Évêque Blas Beltrán (es) (1805)
- Évêque José Jiménez (1806)
- Archevêque Manuel Vicente Martínez (an) (1806)
- Évêque Gerardo José Andrés Vázquez Parga, O.Cist. (1807)
- Évêque Salvador Sanmartín (es) (1816)
- Évêque Felipe González Abarca (es), O. de M. (1816)
- Évêque Juan Arciniega (1816)
- Patriarche Antonio Allué y Sessé (es) (1817)
- Archevêque Rafael de Vélez (es), O.F.M.Cap. (1817)
- Archevêque Bernardo Francés Caballero (es) (1817)
- Archevêque Cristóbal Bencomo Rodríguez (1818)
- Évêque Guillermo Martínez Riaguas (1819)
- Archevêque Simón de Rentería (es) (1819)
- Évêque Juan Gómez Durán (es) (1820)
- Patriarche Antonio de Posada Rubín de Celis (es) (1822)